# مارغريت بيترسون هادكس
مارغريت بيترسون هادكس (بالإنجليزية: Margaret Peterson Haddix)‏ هي كاتبة أمريكية ولدت في 9 إبريل 1964. تُعرف بمؤلفاتها: سلسلة المفقود، وسلسة أطفال الظل. كما كتبت الجزء العاشر من سلسلة 39 دليلًا التي نشرتها شركة سكوليستك.

## حياتها
ترعرعت مارغريت بيترسون هادكس في مزرعة بجانب واشنطن كورت هاوس، أوهايو. وحصلت مرتين على ليسانس اللغة الإنجليزية من جامعة ميامي في تخصصين مختلفين: الصحافة، والكتابة الإبداعية والتاريخ. وعملت، قبل نشر كتابها الأول، منقحة في صحيفة في فورت واين، إنديانا، ومراسلة صحفية في إنديانابوليس، ومحاضرة بإحدى كليات المجتمع وكاتبة حرة في دانفيل، إلينوي.
وكتبت، منذ ذاك الحين، أكثر من 30 كتاب للأطفال والمراهقين، من ضمنها: نفاذ الوقت، وإياك أن تجرأ وتقرأ هذا الكتاب، والسيدة دانفري، وترك فيشرز، وإيلا فحسب، والتحول، والصعود والهبوط، والفتاة ذات الأسماء الوسطى الخمسمائة، وبسبب آنيا، والهروب من الذاكرة، وماذا قلت؟ ،والمنزل على الخليج، وهوية مزدوجة، وديكستر القوي، وثورة، وقصر المرايا، وسبب الشهرة، والحرب المستمرة، وتغير قواعد اللعبة، وسلسلة أطفال الظل، وسلسلة المفقود. كما ألفت في قلب التحدي، وهو الجزء العاشر من سلسلة 39 دليلًا. ووصلت كتبها لقوائم «ذا نيويورك تايمز» للكتب الأكثر مبيعًا، والقوائم السنوية لجمعية المكتبات الأمريكية، وحصدت جائزة الرابطة العالمية للقراءة لكتب الأطفال وأكثر من اثنتي عشرة جائزة اختيار القراء في الولايات المختلفة.

## جوائز
حازت هادكس على جائزة الرابطة العالمية للقراءة لكتب الأطفال، وبعض جوائز جمعية المكتبات الأمريكية لأحسن كتب لصغار البالغين، وجائزة الاختيار السريع للقراء المترددين من صغار البالغين (بالإنحليزية: Quick Picks for Reluctant Young Adult Readers)، والجائزة القومية للأطفال (بالإنجليزية: The National Kids Award)، و جائزة اختيار القراء في أكثر من تسع وعشرين ولاية.

## وصلات خارجية
- مارغريت بيترسون هادكس على موقع ميوزك برينز (الإنجليزية)
- مارغريت بيترسون هادكس على موقع إن إن دي بي (الإنجليزية)

مارغريت بيترسون هادكس  على قاعدة بيانات الخيال التأملي على الإنترنت
- الموقع الرسمي